# Радош Смиљковић
Радош Смиљковић (Почековина, код Трстеника, 29. септембар 1934) бивши је српски политичар, друштвено-политички радник СР Србије, универзитетски професор, дипломата и публицита.

## Биографија
Завшрио је Учитељску школу у Светозареву, 1952. године, након чега је касније уписао студије на Групи за југословенску књижевност и српскохрватски језик на Филозофском факултету у Београду, где је дипломирао 1959. године. Постдипломске студије завршио је 1964. на Вишој школи политичких наука, где је 1968. обранио докторску тезу Савез комуниста у самоуправљању. Од 1961. радио је на Факултету политичких наука, где је био — аистент, предавач, доцент, ванредни и редовни професор за предмет Политичка социологија, шеф катедре, и декан од 1985. до 1987. године. Био је у председник Савета Филозофског факултета.
Године 1950, са свега 16 година постао је члан Комунистичке партије Југославије (КПЈ). У периоду социјализма, био је активан друштевно-политички радник. Од 1968. до 1974. био је посланик Савезне скупштине СФРЈ. Априла 1986. изабран је за члана Председништва Градског комитета Савеза комуниста Београда. Након Осме седнице ЦК СК Србије и оставке Драгише Павловића, изабран је 13. новембра 1987. за председника Председништва Градског комитета. На овој функцији остао је до 31. октобра 1990. када је конституисан Градски одбор СПС Београда.
Био је члан Централног комитета Савеза комуниста Србије и члан његовог Председништва, а био је и председник Савета Марксистичког центра ЦК СК Србије. Биран је и за члана Централног комитета Савеза комуниста Југославије и његовог Председништва. Од јула 1990. био је члан Главног одбора Социјалистилчке партије Србије, а од 1990. до 1992 и члан његовог Извршног одбора. Од 1993. до 1998. био је амбасадор СР Југославије у Бугарској, а од 1999. до 2000. у Аустрији.
У браку са супругом Хасаном, рођеном Камешничанин, има синове Срђана и Игора.

## Дела
Објавио је преко 20 књига и преко 200 научних радова из области политичког и самоуправног организовања и улоге Савеза комуниста. Нека до његових дела су:
- Организационо-политичка изградња Савеза комуниста Југославије 1966.
- Радничка класа — партија 1970.
- Друштвено-политичке организације у СФРЈ 1979.
- Политичка социологија 1978.
- Странке и политика 1983.
- Друштвена улога и принципи организовања Савеза синдиката 1988.
- Преломне године 1991.
- Србија у империјалним сударима 2013.
- Дипломтаски записи Београд—Беч 2021.